# ホウセキカナヘビ
ホウセキカナヘビ（宝石金蛇、学名：Timon lepidus）は、カナヘビ科に分類されるトカゲ。

## 分布
イタリア北西部、スペイン、フランス南部、ポルトガル

## 形態
全長50 - 70cm。最大全長80cmにも達するカナヘビ科最大種の1つ。体形は頑丈だが、尾は長い。
幼体や亜成体、メスはくすんだ色彩だが、オスの成体は緑色の体に黄色や黒、青等の斑点が複雑に並ぶ。
北アフリカに分布する亜種は独立種バーバーカナヘビとして記載された。幼体は酷似するが、バーバーカナヘビの成体は胴体が緑で尾が赤銅色になる。

## 亜種
- Timon lepidus lepidus（Daudin, 1802）
- Timon lepidus ibericus（Lîpez-Seoane, 1884）
- Timon lepidus nevadensis（Buchholz, 1963）
- Timon lepidus oteroi（Castroviejo & Mateo, 1998）

## 生態
森林や草原、岩場等に生息する。主に地上棲だが、木に登ることもある。昼行性で、夜間は岩の隙間等に隠れて休む。性質は荒く特にオス同士の場合、縄張りや雌をめぐって相手の頭部に噛み付きあい激しく争う。
食性は雑食で、昆虫類、節足動物、小型爬虫類、鳥類、小型哺乳類、動物の死骸、花、果実等を食べる。
産卵形態は卵生で、1回の産卵に付き4 - 10個の卵を年に1、2回産む。

## 人間との関係
ペットとして飼育されることもあり、日本にも輸入されている。流通にあたってほとんど亜種分けはされておらず、基亜種が流通の大半を占めるとされているが同定方法は不明。また本種の名で同属種バーバーカナヘビが流通することもある。